# Saint-Jacques-de-la-Lande
Saint-Jacques-de-la-Lande település Franciaországban, Ille-et-Vilaine megyében. Lakosainak száma 13 593 fő (2022. január 1.). Saint-Jacques-de-la-Lande Rennes, Bruz, Chartres-de-Bretagne, Chavagne, Noyal-Châtillon-sur-Seiche és Le Rheu községekkel határos.

## Népesség
A település népessége az elmúlt években az alábbi módon változott:
| Lakosok száma | 6587 | 6324 | 6189 | 9642 | 11 783 | 12 587 | 13 087 | 13 948 | 13 955 | 13 593 |
|               | 1968 | 1982 | 1990 | 2006 | 2013   | 2015   | 2017   | 2019   | 2020   | 2022   |